# Alhassane Bangoura
Alhassane “Lass” Bangoura (nascut el 30 de març de 1992 a Conakry, Guinea), és un futbolista guineà.
Ha estat internacional amb Guinea. A nivell de clubs ha destacat al Rayo Vallecano.